# 생방송 전국은 지금
《생방송 전국은 지금》은 대한민국의 KBS 2TV에서 방송했던 아침 교양 프로그램이다.

## 방송 시간
| 방송 채널 | 방송 기간                          | 방송 요일            | 방송 부차   | 방송 시간                                                        |
| --------- | ---------------------------------- | -------------------- | ----------- | ---------------------------------------------------------------- |
| KBS 2TV   | 1987년 3월 2일 ~ 1987년 5월 9일    | 매주 월요일 ~ 토요일 | 1부 2부     | 아침 7시 ~ 7시 50분 아침 7시 50분 ~ 8시 30분                     |
| KBS 2TV   | 1987년 5월 11일 ~ 1989년 3월 18일  | 매주 월요일 ~ 토요일 | 1부 2부     | 아침 7시 ~ 7시 50분 아침 7시 50분 ~ 8시 40분                     |
| KBS 2TV   | 1989년 3월 20일 ~ 1991년 1월 17일  | 매주 월요일 ~ 토요일 | 1부 2부     | 아침 7시 ~ 7시 50분 아침 7시 50분 ~ 8시 35분                     |
| KBS 2TV   | 1991년 1월 18일 ~ 1991년 3월 2일   | 매주 월요일 ~ 토요일 | 1부 2부     | 아침 7시 10분 ~ 7시 50분 아침 7시 50분 ~ 8시 25분                |
| KBS 2TV   | 1991년 3월 4일 ~ 1991년 10월 5일   | 매주 월요일 ~ 토요일 | 1부 2부     | 아침 7시 ~ 7시 50분 아침 7시 50분 ~ 8시 40분                     |
| KBS 2TV   | 1991년 10월 7일 ~ 1992년 4월 4일   | 매주 월요일 ~ 토요일 | 1부 2부     | 아침 7시 ~ 7시 55분 아침 7시 55분 ~ 8시 50분                     |
| KBS 2TV   | 1992년 4월 6일 ~ 1992년 10월 3일   | 매주 월요일 ~ 토요일 | 1부 2부     | 아침 7시 ~ 7시 50분 아침 7시 50분 ~ 8시 40분                     |
| KBS 2TV   | 1992년 10월 5일 ~ 1993년 4월 30일  | 매주 월요일 ~ 토요일 | 1부 2부 3부 | 아침 6시 30분 ~ 7시 아침 7시 ~ 7시 50분 아침 7시 50분 ~ 8시 30분 |
| KBS 2TV   | 1993년 5월 1일 ~ 1993년 10월 16일  | 매주 월요일 ~ 토요일 | 1부 2부 3부 | 아침 6시 20분 ~ 7시 아침 7시 ~ 7시 55분 아침 8시 ~ 8시 35분      |
| KBS 2TV   | 1993년 10월 18일 ~ 1994년 2월 19일 | 매주 월요일 ~ 토요일 | 1부 2부 3부 | 아침 6시 ~ 6시 30분 아침 6시 30분 ~ 7시 아침 7시 ~ 7시 55분      |
| KBS 2TV   | 1993년 10월 18일 ~ 1994년 4월 30일 | 매주 월요일 ~ 토요일 | 1부 2부 3부 | 아침 6시 ~ 6시 30분 아침 6시 30분 ~ 7시 아침 7시 ~ 7시 55분      |
| KBS 2TV   | 1994년 5월 2일 ~ 1994년 10월 8일   | 매주 월요일 ~ 토요일 | 1부 2부 3부 | 아침 6시 20분 ~ 7시 아침 7시 ~ 7시 55분 아침 8시 ~ 8시 20분      |

## 진행자

### 남성
- 임성훈 (1987년 3월 ~ 1991년 4월)
- 임백천 (1991년 4월 ~ 1991년 7월)
- 송지헌 (1991년 8월 ~ 1994년 10월)

### 여자
- 왕영은 (1987년 ~ 1988년)
- 김미숙 (1988년)
- 장윤정 (1988 ~ 1989년)
- 정은아 (1990 ~ 1991년)
- 김자영 (1991 ~ 1992년)
- 이한숙 (1992 ~ 1993년)
- 황현정 (1993 ~ 1994년 4월)
- 장은영 (1994년 5월 ~ 1994년 10월)

## 역대 구성
- 날씨와 생활
- 조간뉴스
- 아침체조
- 건강미니정보
- 3분영어
- 제테크정보
- 경제생활 신간
- 나의 가계경영기
- 미니화제
- 세계는 지금
- 아침의 현장
- 화제 OR PD코너
- 초대석
- 각 지방 날씨와 소식
- 우리 가족 만세
- 동의보감
- 주부리포터
- 정보코너
- 정보대행진 등

## 참고 사항
- 역대 아침 시간대 최장수 프로그램 가운데 하나이며, 타이틀을 기록했다.

| 한국방송공사 아침 정보 프로그램                 | 한국방송공사 아침 정보 프로그램                       | 한국방송공사 아침 정보 프로그램                         |
| 이전 작품                                       | 작품명                                                | 다음 작품                                               |
| ----------------------------------------------- | ----------------------------------------------------- | ------------------------------------------------------- |
| 아침의 광장 (1986년 5월 26일 ~ 1987년 2월 28일) | 생방송 전국은 지금 (1987년 3월 2일 ~ 1994년 10월 8일) | 생방송 TV 정보센터 (1994년 10월 10일 ~ 1995년 4월 29일) |